# Barilius borneensis
Barilius borneensis és una espècie de peix cipriniforme de la família dels ciprínids.

## Morfologia
Els mascles poden assolir els 3,8 cm de longitud total.

## Distribució geogràfica
Es troba a l'oest de Borneo (Indonèsia).